# 迈克尔·阿克斯沃西
迈克尔·阿克斯沃西（1962年9月26日—2019年3月16日）是一位英国学者、作家和历史学家，专攻伊朗历史，1998至2000年间担任英国外交、聯邦及發展事務部伊朗科科长。

## 代表作
- 《波斯之剑：纳迪尔沙与现代伊朗的崛起》（The Sword of Persia: Nader Shah, from Tribal Warrior to Conquering Tyrant）2006年
- 《伊朗简史：从琐罗亚斯德到今天》（Iran: Empire of the Mind: A History from Zoroaster to the Present Day）2008年
- 《革命的伊朗》（Revolutionary Iran: A History of the Islamic Republic）2013年
- 《伊朗：被低估的文明与未完成的变革》（Iran: What Everyone Needs to Know）2017年
- Towards a Westphalia for the Middle East 2018年